# Памятники истории и культуры Камыстинского района
Памятники истории и культуры местного значения Камыстинского района — отдельные постройки, здания и сооружения, некрополи, произведения монументального искусства, памятники археологии, включенные в Государственный список памятников истории и культуры местного значения Костанайской области. Списки памятников истории и культуры местного значения утверждаются исполнительным органом региона по представлению уполномоченного органа по охране и использованию историко-культурного наследия.
В Государственном списке памятников истории и культуры местного значения города в редакции постановления акимата Костанайской области от 31 марта 2020 года числились 86 наименований.

## Список памятников
| Номер в списке | Название                                                                 | Изображение | Годы постройки                      | Место нахождения                                                                 | Вид памятника                        |
| -------------- | ------------------------------------------------------------------------ | ----------- | ----------------------------------- | -------------------------------------------------------------------------------- | ------------------------------------ |
| 585            | Могила Героя Советского Союза Николая Алексеевича Вычужанина             |             | 1964 год                            | 2 километра к юго-востоку от села Адаевка                                        | сооружение монументального искусства |
| 586            | Могила студентов-горьковчан, погибших при тушении пожара целинного хлеба |             | 1956 год                            | село Адаевка                                                                     | сооружение монументального искусства |
| 587            | Мемориал «Погибшим в годы Великой Отечественной войны»                   |             | 1968 год                            | село Камысты                                                                     | сооружение монументального искусства |
| 588            | Одиночный курган Аксакалкопа I                                           |             | ранний железный век – средневековье | 4 километра к югу от села Карабатыр 52°06′14″ с. ш. 62°08′48″ в. д.              | археология                           |
| 589            | Одиночный курган Аксакалкопа II                                          |             | ранний железный век – средневековье | 9 километров к юго-востоку от села Карабатыр 52°05′05″ с. ш. 62°14′20″ в. д.     | археология                           |
| 590            | Одиночный курган Аралколь I                                              |             | ранний железный век – средневековье | 2 километра к юго-востоку от села Аралколь 51°03′56″ с. ш. 62°42′08″ в. д.       | археология                           |
| 591            | Одиночный курган Аралколь II                                             |             | ранний железный век – средневековье | 6 километров к северу от села Аралколь 51°08′25″ с. ш. 62°40′48″ в. д.           | археология                           |
| 592            | Курганная группа Бестобе I                                               |             | ранний железный век – средневековье | 5 километров к югу от села Ливановка 52°03′02″ с. ш. 61°58′51″ в. д.             | археология                           |
| 593            | Одиночный курган Бестобе II                                              |             | ранний железный век – средневековье | 3 километра к югу от села Бестобе 51°52′28″ с. ш. 62°02′08″ в. д.                | археология                           |
| 594            | Поселение Богдановка                                                     |             | эпоха неолита – эпоха бронзы        | 12 километров к северу от села Фрунзе 51°48′52″ с. ш. 61°32′15″ в. д.            | археология                           |
| 595            | Стоянка Болды I                                                          |             | эпоха неолита                       | 3 километра к юго-западу от села Пушкино 51°26′47″ с. ш. 61°31′29″ в. д.         | археология                           |
| 596            | Стоянка Болды II                                                         |             | эпоха неолита                       | 3 километра к юго-западу от села Пушкино 51°26′58″ с. ш. 61°31′06″ в. д.         | археология                           |
| 597            | Одиночный курган Жаилма I                                                |             | ранний железный век – средневековье | 3 километра к северо-востоку от села Жаилма 51°32′47″ с. ш. 61°40′25″ в. д.      | археология                           |
| 598            | Курганная группа Жаилма II                                               |             | ранний железный век – средневековье | 6 километров к югу от села Жаилма 51°29′08″ с. ш. 61°36′58″ в. д.                | археология                           |
| 599            | Одиночный курган Жаилма III                                              |             | ранний железный век – средневековье | 7 километров к югу от села Жаилма 51°28′33″ с. ш. 61°39′32″ в. д.                | археология                           |
| 600            | Курганная группа Жаилма IV                                               |             | ранний железный век – средневековье | 7 километров к югу от села Жаилма 51°28′48″ с. ш. 61°39′04″ в. д.                | археология                           |
| 601            | Одиночный курган Жолшара                                                 |             | ранний железный век – средневековье | 90 километров к юго-востоку от села Камысты 51°17′53″ с. ш. 62°32′54″ в. д.      | археология                           |
| 602            | Курганная группа Кайиндысор I                                            |             | ранний железный век – средневековье | 18 километров к юго-востоку от села Уркаш 51°13′51″ с. ш. 62°31′16″ в. д.        | археология                           |
| 603            | Одиночный курган Кайиндысор II                                           |             | ранний железный век – средневековье | 18 километров к юго-востоку от села Уркаш 51°13′59″ с. ш. 62°30′47″ в. д.        | археология                           |
| 604            | Одиночный курган Камыстыколь                                             |             | ранний железный век – средневековье | 10 километров к востоку от села Бестобе 51°53′21″ с. ш. 62°10′47″ в. д.          | археология                           |
| 605            | Одиночный курган Карабатыркопа I                                         |             | ранний железный век – средневековье | 3 километра к северу от села Карабатыр 52°09′44″ с. ш. 62°07′11″ в. д.           | археология                           |
| 606            | Одиночный курган Карабатыркопа II                                        |             | ранний железный век – средневековье | 3 километра к северу от села Карабатыр 52°09′46″ с. ш. 62°07′24″ в. д.           | археология                           |
| 607            | Одиночный курган Карабатыркопа III                                       |             | ранний железный век – средневековье | 2 километра к северу от села Карабатыр 52°09′25″ с. ш. 62°09′40″ в. д.           | археология                           |
| 608            | Одиночный курган Караколь I                                              |             | ранний железный век – средневековье | 12 километров к северо-востоку от села Карабатыр 52°11′48″ с. ш. 62°17′50″ в. д. | археология                           |
| 609            | Курганная группа Караколь II                                             |             | ранний железный век – средневековье | 13 километров к востоку от села Карабатыр 52°09′42″ с. ш. 62°20′26″ в. д.        | археология                           |
| 610            | Одиночный курган Каратюбе I                                              |             | ранний железный век – средневековье | 15 километров к юго-западу от села Уркаш 51°15′47″ с. ш. 62°08′39″ в. д.         | археология                           |
| 611            | Одиночный курган Каратюбе II                                             |             | ранний железный век – средневековье | 16 километров к юго-западу от села Уркаш 51°15′03″ с. ш. 62°08′57″ в. д.         | археология                           |
| 612            | Курганная группа Каратюбе III                                            |             | ранний железный век – средневековье | 16 километров к юго-западу от села Уркаш 51°14′11″ с. ш. 62°10′09″ в. д.         | археология                           |
| 613            | Одиночный курган Каратюбе IV                                             |             | ранний железный век – средневековье | 15 километров к юго-западу от села Уркаш 51°13′42″ с. ш. 62°13′57″ в. д.         | археология                           |
| 614            | Одиночный курган Каратюбе V                                              |             | ранний железный век – средневековье | 15 километров к югу от села Уркаш 51°12′31″ с. ш. 62°17′00″ в. д.                | археология                           |
| 615            | Одиночный курган Каратюбе VI                                             |             | ранний железный век – средневековье | 16 километров к югу от села Уркаш 51°12′10″ с. ш. 62°14′53″ в. д.                | археология                           |
| 616            | Курганная группа Каратюбе VII                                            |             | ранний железный век – средневековье | 16 километров к югу от села Уркаш 51°12′10″ с. ш. 62°14′31″ в. д.                | археология                           |
| 617            | Одиночный курган Каратюбе VIII                                           |             | ранний железный век – средневековье | 18 километров к югу от села Уркаш 51°11′49″ с. ш. 62°13′18″ в. д.                | археология                           |
| 618            | Одиночный курган Каратюбе IX                                             |             | ранний железный век – средневековье | 21 километр к юго-западу от села Уркаш 51°11′10″ с. ш. 62°09′31″ в. д.           | археология                           |
| 619            | Одиночный курган Каратюбе X                                              |             | ранний железный век – средневековье | 14 километров к юго-западу от села Уркаш 51°15′03″ с. ш. 62°10′05″ в. д.         | археология                           |
| 620            | Курганная группа Кояндыкопа I                                            |             | ранний железный век – средневековье | 13 километров к северу от села Бестобе 52°01′13″ с. ш. 62°06′33″ в. д.           | археология                           |
| 621            | Одиночный курган Кояндыкопа II                                           |             | ранний железный век – средневековье | 12 километров к северо-востоку от села Бестобе 51°56′27″ с. ш. 62°11′57″ в. д.   | археология                           |
| 622            | Одиночный курган Кульколь I                                              |             | ранний железный век – средневековье | 5,5 километра к западу от села Талдыколь 51°24′23″ с. ш. 61°54′20″ в. д.         | археология                           |
| 623            | Курганная группа Кульколь II                                             |             | ранний железный век – средневековье | 12 километров к западу от села Талдыколь 51°25′09″ с. ш. 61°49′09″ в. д.         | археология                           |
| 624            | Стоянка Ливановка I                                                      |             | эпоха энеолита                      | на юго-западной окраине села Ливановка 52°05′25″ с. ш. 61°59′21″ в. д.           | археология                           |
| 625            | Стоянка Ливановка II                                                     |             | эпоха энеолита                      | 3 километра к юго-востоку от села Ливановка 52°04′26″ с. ш. 62°01′02″ в. д.      | археология                           |
| 626            | Курганная группа Мечетное I                                              |             | ранний железный век – средневековье | 0,5 километра к югу от села Мечетное 51°57′44″ с. ш. 61°33′07″ в. д.             | археология                           |
| 627            | Одиночный курган Мечетное II                                             |             | ранний железный век – средневековье | 2,5 километра к востоку от села Мечетное 51°58′19″ с. ш. 61°35′53″ в. д.         | археология                           |
| 628            | Одиночный курган Мечетное III                                            |             | ранний железный век – средневековье | 2,5 километра к востоку от села Мечетное 51°58′20″ с. ш. 61°35′37″ в. д.         | археология                           |
| 629            | Курганная группа Мечетное IV                                             |             | ранний железный век – средневековье | 2 километра к востоку от села Мечетное 51°58′55″ с. ш. 61°35′21″ в. д.           | археология                           |
| 630            | Одиночный курган Мечетное V                                              |             | ранний железный век – средневековье | 1,7 километра к востоку от села Мечетное 51°58′10″ с. ш. 61°35′01″ в. д.         | археология                           |
| 631            | Одиночный курган Мечетное VI                                             |             | ранний железный век – средневековье | 8 километров к югу от села Мечетное 51°54′10″ с. ш. 61°34′56″ в. д.              | археология                           |
| 632            | Курганная группа Мечетное VII                                            |             | ранний железный век – средневековье | 10 километров к югу от села Мечетное 51°52′59″ с. ш. 61°34′49″ в. д.             | археология                           |
| 633            | Курганная группа МечетноеVIII                                            |             | ранний железный век – средневековье | 10 километров к югу от села Мечетное 51°52′42″ с. ш. 61°34′51″ в. д.             | археология                           |
| 634            | Одиночный курган Мечетное IX                                             |             | ранний железный век – средневековье | 12 километров к югу от села Мечетное 51°52′01″ с. ш. 61°31′59″ в. д.             | археология                           |
| 635            | Одиночный курган Мечетное X                                              |             | ранний железный век – средневековье | 11 километров к югу от села Мечетное 51°52′28″ с. ш. 61°31′19″ в. д.             | археология                           |
| 636            | Курганная группа Мечетное XI                                             |             | ранний железный век – средневековье | 1,5 километра к востоку от села Мечетное 51°57′58″ с. ш. 61°34′40″ в. д.         | археология                           |
| 637            | Курганная группа Мечетное XII                                            |             | ранний железный век – средневековье | 3 километра к северо-востоку от села Мечетное 51°59′31″ с. ш. 61°35′32″ в. д.    | археология                           |
| 638            | Стоянка Островского II                                                   |             | эпоха неолита                       | 7 километров к юго-западу от села Пушкино 51°24′53″ с. ш. 61°29′55″ в. д.        | археология                           |
| 639            | Стоянка Островского III                                                  |             | эпоха неолита                       | 6 километров к юго-западу от села Пушкино 51°25′15″ с. ш. 61°29′58″ в. д.        | археология                           |
| 640            | Стоянка Островского IV                                                   |             | эпоха неолита                       | 6 километров к юго-западу от села Пушкино 51°25′51″ с. ш. 61°29′45″ в. д.        | археология                           |
| 641            | Стоянка Островского V                                                    |             | эпоха неолита                       | 5 километров к западу от села Пушкино 51°26′33″ с. ш. 61°29′28″ в. д.            | археология                           |
| 642            | Стоянка Островского VI                                                   |             | эпоха неолита                       | 5 километров к западу от села Пушкино 51°26′44″ с. ш. 61°29′29″ в. д.            | археология                           |
| 643            | Поселение Островского VII                                                |             | эпоха бронзы                        | у западной окраины села Пушкино 51°27′33″ с. ш. 61°33′10″ в. д.                  | археология                           |
| 644            | Курганная группа Сорколь III                                             |             | ранний железный век – средневековье | 10 километров к юго-западу от села Арка 51°59′10″ с. ш. 62°17′45″ в. д.          | археология                           |
| 645            | Одиночный курган Талдыколь II                                            |             | ранний железный век – средневековье | 6 километров к северу от села Талдыколь 51°26′38″ с. ш. 61°59′28″ в. д.          | археология                           |
| 646            | Стоянка Тонкуйикты I                                                     |             | эпоха неолита – эпоха бронзы        | 0,5 километра к юго-западу от села Арка 52°02′38″ с. ш. 62°22′55″ в. д.          | археология                           |
| 647            | Курганная группа Тумарлыкопа I                                           |             | ранний железный век – средневековье | 5 километров к югу от села Ливановка 52°02′45″ с. ш. 62°00′46″ в. д.             | археология                           |
| 648            | Курганная группа Тумарлыкопа II                                          |             | ранний железный век – средневековье | 6 километров к юго-востоку от села Ливановка 52°02′31″ с. ш. 62°01′50″ в. д.     | археология                           |
| 649            | Одиночный курган Тумарлыкопа III                                         |             | ранний железный век – средневековье | 5 километров к юго-востоку от села Ливановка 52°03′51″ с. ш. 62°03′36″ в. д.     | археология                           |
| 650            | Курганная группа Тумарлыкопа IV                                          |             | ранний железный век – средневековье | 4 километра к востоку от села Ливановка 52°06′14″ с. ш. 62°02′57″ в. д.          | археология                           |
| 651            | Стоянка Тумарлыкопа V                                                    |             | эпоха энеолита                      | 4 километра к юго-востоку от села Ливановка 52°03′43″ с. ш. 62°01′43″ в. д.      | археология                           |
| 652            | Одиночный курган Тумарлыкопа VI                                          |             | ранний железный век – средневековье | 9 километров к югу от села Ливановка 52°00′42″ с. ш. 62°01′09″ в. д.             | археология                           |
| 653            | Курганная группа Уркаш I                                                 |             | ранний железный век – средневековье | 2 километра к северу от села Уркаш 51°21′54″ с. ш. 62°19′45″ в. д.               | археология                           |
| 654            | Одиночный курган Уркаш II                                                |             | ранний железный век – средневековье | 2 километра к северу от села Уркаш 51°21′39″ с. ш. 62°19′32″ в. д.               | археология                           |
| 655            | Курганная группа Уркаш III                                               |             | ранний железный век – средневековье | 5 километров к северо-западу от села Уркаш 51°23′01″ с. ш. 62°17′47″ в. д.       | археология                           |
| 656            | Стоянка Уркаш IV                                                         |             | эпоха неолита                       | 6 километров к северо-востоку от села Уркаш 51°23′15″ с. ш. 62°22′37″ в. д.      | археология                           |
| 657            | Стоянка Уркаш V                                                          |             | эпоха неолита – эпоха энеолита      | 6 километров к северо-востоку от села Уркаш 51°23′09″ с. ш. 62°22′46″ в. д.      | археология                           |
| 658            | Стоянка Уркаш VI                                                         |             | эпоха неолита                       | 3,5 километра к северо-востоку от села Уркаш 51°22′10″ с. ш. 62°21′28″ в. д.     | археология                           |
| 659            | Комплекс археологических памятников Уркаш VII                            |             | эпоха неолита – эпоха бронзы        | напротив села Уркаш, на левом берегу реки Карасу 51°20′51″ с. ш. 62°19′49″ в. д. | археология                           |
| 660            | Курганная группа Уркаш VIII                                              |             | ранний железный век – средневековье | 7 километров к северо-востоку от села Уркаш 51°23′30″ с. ш. 62°23′18″ в. д.      | археология                           |
| 661            | Стоянка Фрунзе I                                                         |             | эпоха неолита – эпоха бронзы        | 3 километра к северо-западу от села Фрунзе 51°43′58″ с. ш. 61°33′18″ в. д.       | археология                           |
| 662            | Стоянка Фрунзе II                                                        |             | эпоха энеолита                      | 3,5 километра к северо-западу от села Фрунзе 51°44′15″ с. ш. 61°33′22″ в. д.     | археология                           |
| 663            | Стоянка Фрунзе III                                                       |             | эпоха неолита – эпоха энеолита      | 4 километра к северо-западу от села Фрунзе 51°44′45″ с. ш. 61°33′09″ в. д.       | археология                           |
| 664            | Стоянка Фрунзе IV                                                        |             | эпоха неолита – эпоха энеолита      | 4,5 километра к северо-западу от села Фрунзе 51°45′00″ с. ш. 61°33′08″ в. д.     | археология                           |
| 665            | Стоянка Фрунзе V                                                         |             | эпоха неолита – эпоха энеолита      | 5 километров к северо-западу от села Фрунзе 51°45′33″ с. ш. 61°33′30″ в. д.      | археология                           |
| 666            | Стоянка Фрунзе VI                                                        |             | эпоха неолита – эпоха энеолита      | 6 километров к северу от села Фрунзе 51°46′08″ с. ш. 61°33′04″ в. д.             | археология                           |
| 667            | Стоянка Фрунзе VII                                                       |             | эпоха неолита – эпоха энеолита      | 6,5 километра к северо-западу от села Фрунзе 51°46′34″ с. ш. 61°32′58″ в. д.     | археология                           |
| 668            | Стоянка Фрунзе VIII                                                      |             | эпоха неолита – эпоха энеолита      | 7 километров к северо-западу от села Фрунзе 51°46′45″ с. ш. 61°32′23″ в. д.      | археология                           |
| 669            | Стоянка Фрунзе IX                                                        |             | эпоха неолита – эпоха энеолита      | 8,5 километра к северо-западу от села Фрунзе 51°47′29″ с. ш. 61°32′08″ в. д.     | археология                           |
| 670            | Курганная группа Шукырколь                                               |             | ранний железный век – средневековье | 5 километров к востоку от села Уркаш 51°19′52″ с. ш. 62°23′26″ в. д.             | археология                           |